# شعار برلين
 يتم استخدام شعار النبالة لبرلين من قبل دولة المدينة الألمانية وكذلك المدينة نفسها. تم تقديمه في عام 1954 لبرلين الغربية، ويظهر دبًا أسود على درع أبيض. يوجد على قمة الدرع تاج خاص، تم إنشاؤه من خلال دمج التاج الجدارية لمدينة مع ما يسمى تاج الشعب ( Volkskrone )، المستخدم في ألمانيا للدلالة على الجمهورية. تستخدم الأحياء المختلفة في برلين شعاراتها الخاصة.
تم استخدام الدب كحشوة في شعار النبالة في برلين منذ عام 1709 ، إلى جانب نسور براندنبورغ وبروسيا. يحدث الدب على الأختام والعملات المعدنية وحلقات الخاتم من وقت مبكر من أواخر القرن الثاني عشر (ولكن ليس كرسوم نبش قبل عام 1709)، ربما بسبب ارتباط غير متوقع مع اسم المدينة.

## التاريخ
أقدم ختم محفوظ ومعروف لبرلين من 1253. يصور نسر براندنبورغ ينشر جناحيه في ممر على شكل البرسيم. من المفترض أنه كان ختم أول رئيس بلدية برلين مارسيليوس.

## شعار الدولة
لتمكين المدنيين والمؤسسات غير الحكومية من التعبير عن ارتباطهم ببرلين، قدم مجلس الشيوخ والداخلية والرياضة شعارًا يحتوي على درع الأسلحة بدون التاج بنسخ بالأبيض والأسود أو الملونة.

## الوضع القانوني
تم وضع شعار النبالة في قانون عام 1954:
(1) The coat of arms shows on a silver (white) shield, a black bear rampant with tongue and claws in red. On the shield rests a golden five leaved crest coronet, whose tiara of brickwork is provided with a gate in the center.
...
§ 4
Decisive for the design of the state's coat of arms, the state’s flag... are the patterns, added to this law.
According to the state’s coat of arms, an artistic design is reserved to special purposes.» – Federal Government، Law on the State Symbols of the State of Berlin of 13 May 1954 (GVBl. S. 289)

## رمز برلين
أصبح الدب يستخدم كتميمة لبرلين، واستخدمته السلطات المحلية بشكل مفرط تقريبًا، بحيث لاحظ هانز برينديك، محرر مجلة الجمعية التاريخية في برلين، في عام 1896 عن انتشار الدببة سيئة التصميم في برلين. ذهب عضو في الجمعية التاريخية لجمع ما مجموعه 273 تمثيل مختلف للدببة في برلين. 

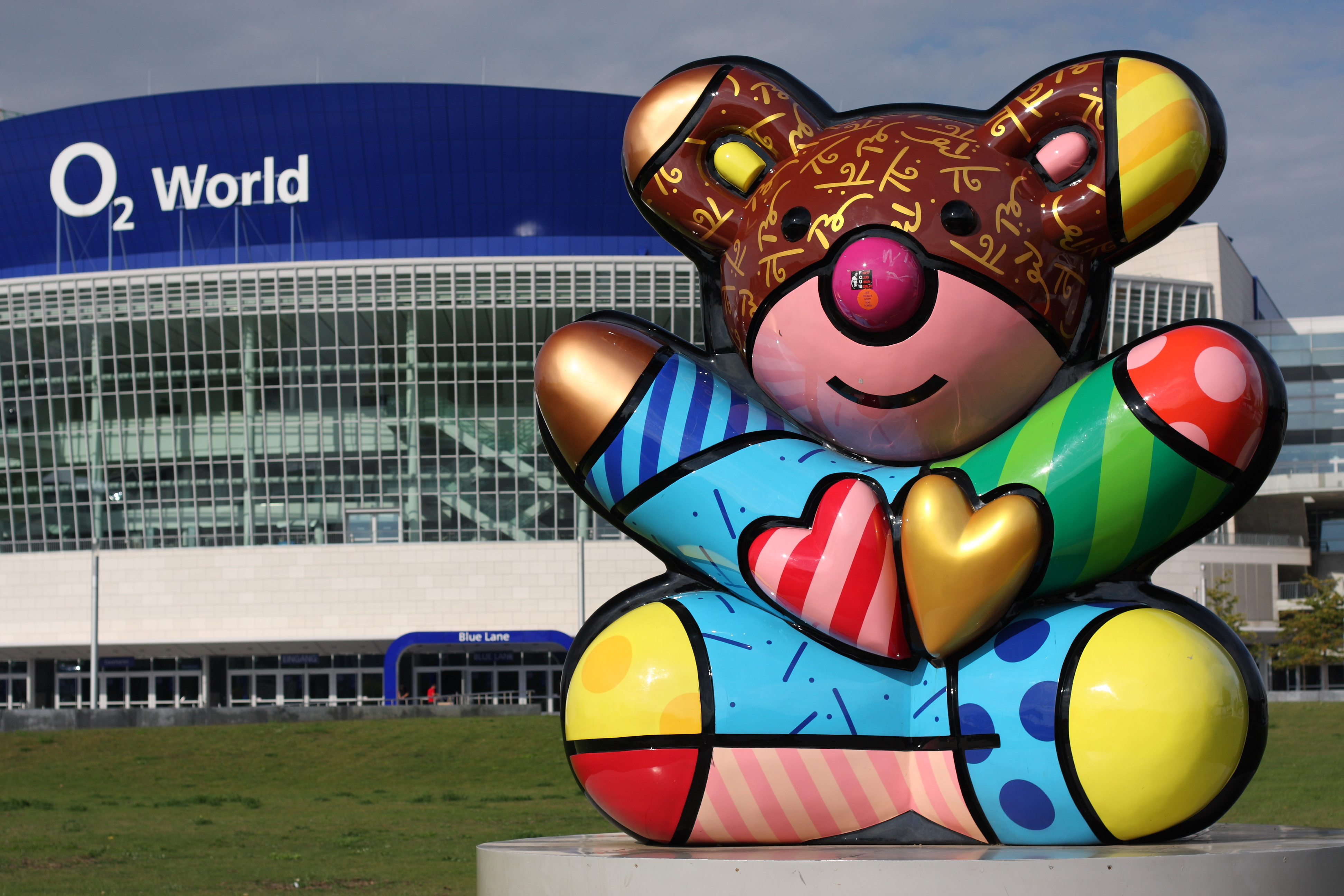
دب الصداقة روميو بريتو العملاق
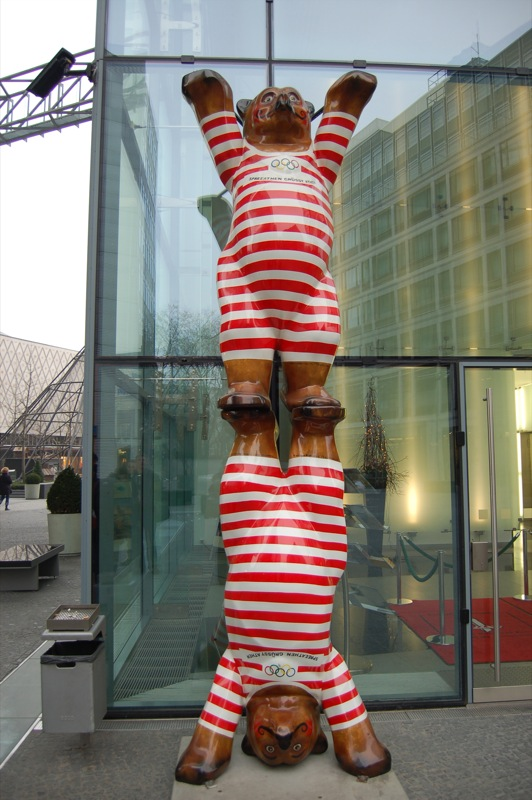
دب برلين الأصدقاء
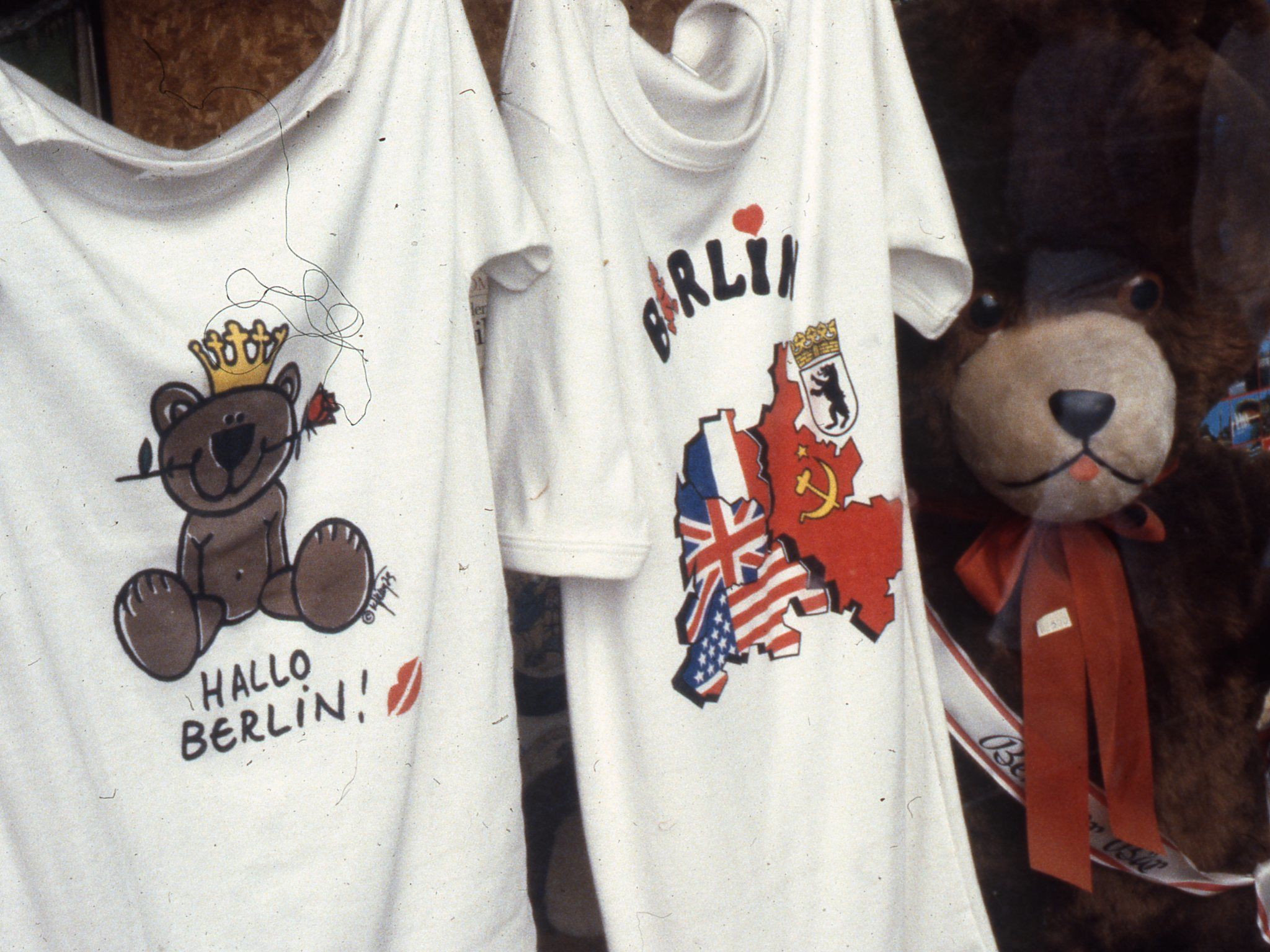
تحمل تي شيرت ، من 1984.
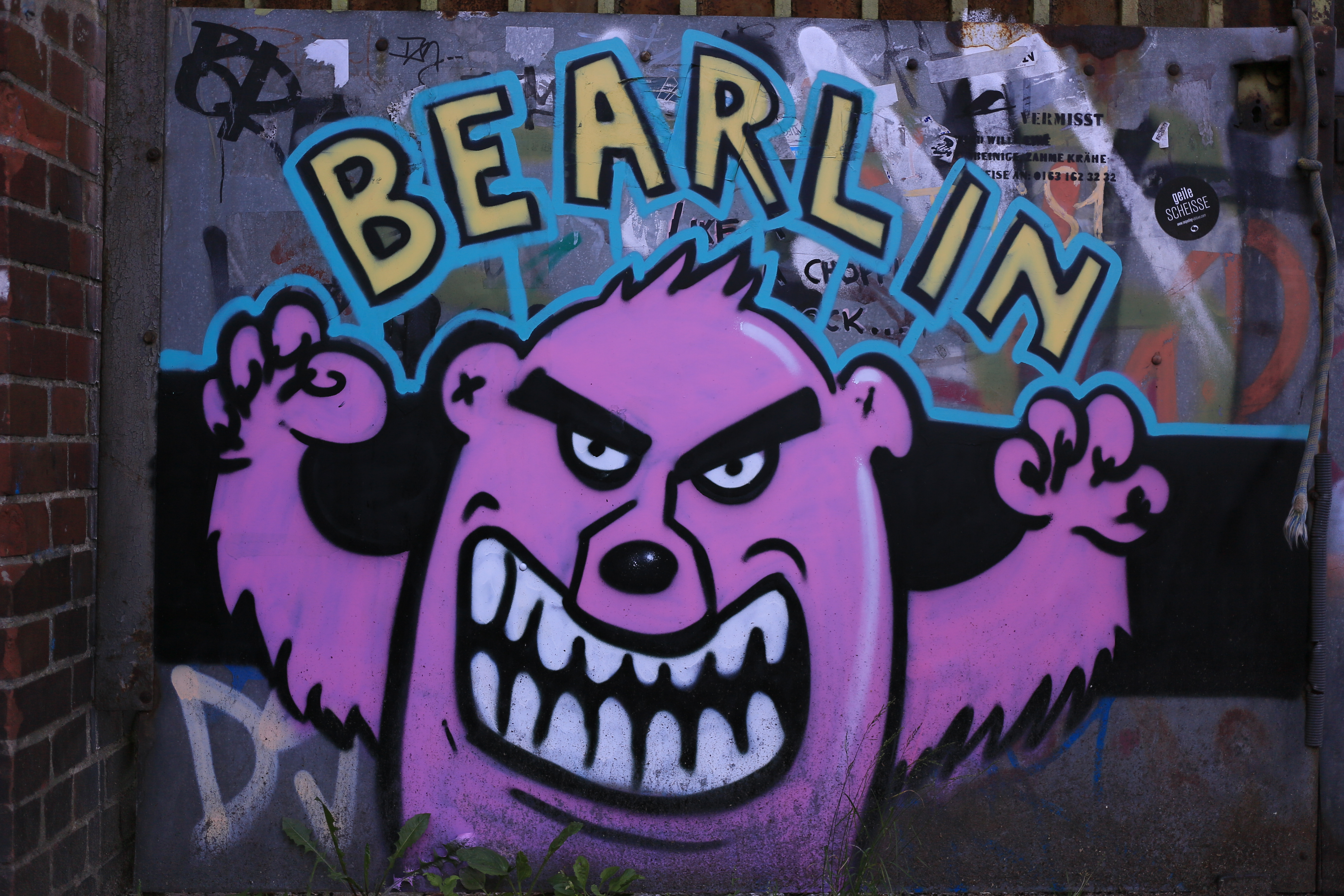
الكتابة على الجدران في برلين
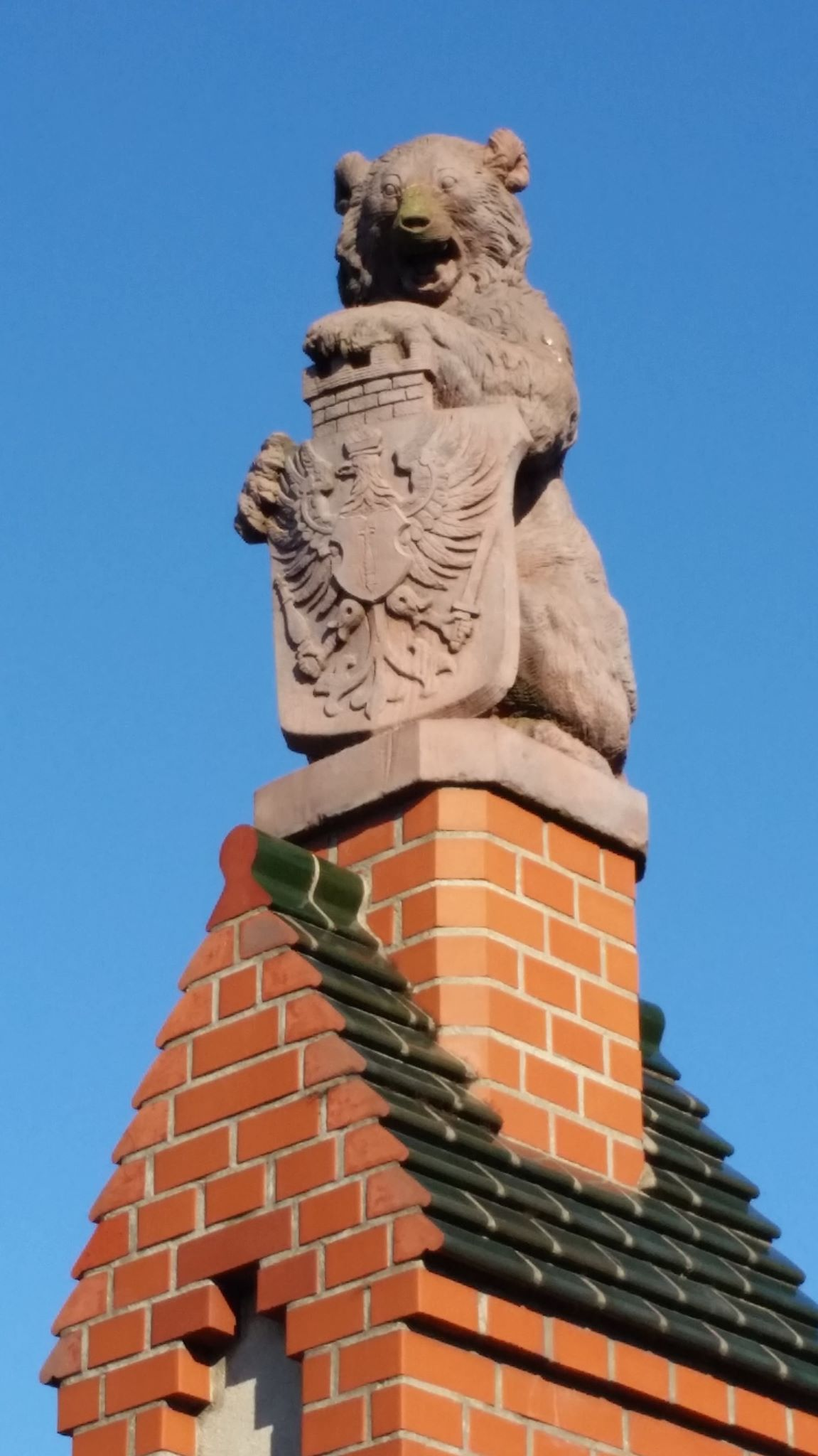
النظام الأساسي للدب مع النسر على الدرع ، برلين